# Regimiento de Caballería de Tanques 2
El Regimiento de Caballería de Tanques 2 "Lanceros Gral. Paz" (RC Tan 2) es una unidad de caballería del Ejército Argentino con asiento en la guarnición militar de Olavarría, Provincia de Buenos Aires, y que pertenece a la I Brigada Blindada "Brig. Gral. Martín Rodríguez", en el marco de la 3.ª División de Ejército "Tte. Gral. Julio Argentino Roca".
El Regimiento de Caballería de Tanques 2 mantiene desde 1941 su asiento de paz en la guarnición militar de Olavarría, instalaciones que comparte con el Escuadrón de Ingenieros Blindado 1.

## Historia
El 1 de marzo de 1822 el entonces gobernador de la Provincia de Buenos Aires, brigadier general Martín Rodríguez decretó la creación del Regimiento n.º 2 de Caballería de Línea Provincial. El 10 de enero de 1826 el entonces gobernador de la misma provincia, general Juan Gregorio de Las Heras, creó por decreto el Regimiento n.º 2 de Caballería de Línea.
En 1863 formó en las fuerzas nacionales al mando del coronel mayor Wenceslao Paunero que vencieron al Chacho Peñaloza en Las Playas (provincia de Córdoba). En 1866, nuevamente con Paunero, participó de la represión a la Revolución encabezada por Juan y Felipe Saá en Cuyo, peleando en San Ignacio y la persecución de Felipe Varela.
En los movimientos previos a la Campaña del Río Negro, en 1878 peleó contra el indio en Frumancal y Lehué-Calel a órdenes de Teodoro García. Al año siguiente, al mando del teniente coronel Clodomiro Villar, formó en la 2.ª División Expedicionaria comandada por el coronel mayor Nicolás Levalle. De regreso, participó de la represión a la Revolución de Carlos Tejedor y luego marchó a la intervenida provincia de Corrientes.
En 1882 y 1883 participó de la Campaña de los Andes comandada por el general Conrado Villegas, integrando la II Brigada del coronel Enrique Godoy.
En 1907 fue fijado su asiento en Liniers, Capital Federal, y en 1915 en Campo de Mayo.
En 1919 la superioridad le impuso el nombre histórico «Lanceros General Paz», en reconocimiento a su primer jefe, el brigadier general José María Paz, quién condujo a la unidad a la victoria en varias batallas.
Por resolución de 1924, el 2 quedó conformado por la Escuela de Caballería de Campo de Mayo, reorganizada.
Dejó la Escuela de Caballería y en 1941 se trasladó al cuartel de Olavarría, adscrito a la V Brigada, 3.ª División de Caballería, con comando en Tandil.
En la reestructuración del Ejército de 1964, fue organizado como Regimiento 2 de Tiradores de Caballería Blindada, adscrito a la I Brigada de Caballería Blindada, con comando en Tandil. Abandonó sus caballos y comenzó a recibir semiorugas M3. Con posteridad recibió una dotación de carrier M113.
En 1969 incorporó a sus filas el vehículo de transporte estadounidense M113. En 1981 recibió el Tanque Argentino Mediano, reemplazando al SK-105 Kürassier.
El Regimiento de Caballería de Tiradores Blindados 2 integró el Agrupamiento A que se desplazó a la provincia de Tucumán por orden del Comando General del Ejército para reforzar la V Brigada de Infantería que llevaba adelante el Operativo Independencia. El Agrupamiento A se turnaba con los Agrupamientos B y C, creados para el mismo fin.

## Condecoraciones
- Medalla y cordón de la Batalla de Ituzaingó
- Medalla por la Campaña de Río Negro
- Medalla por la Campaña de Los Andes